# If You Can't Say No
If You Can't Say No è il primo singolo ad essere estratto dall'album 5 di Lenny Kravitz, pubblicato nel 1998. Il video del brano è stato diretto da Mark Romanek, e vi compare anche l'attrice e modella Milla Jovovich.

## Tracce
1. If You Can't Say No (LP Edit) – 4:20
2. If You Can't Say No (Ghetto Lounge Mix) – 6:23
3. If You Can't Say No (Bay Street Mix) – 6:54
4. If You Can't Say No (Zero 7 Remix) (Edit) – 4:07
5. If You Can't Say No (LP Version)– 5:17
6. If You Can't Say No (Call Out Research Hook) – 0:10

## Classifiche
| Classifica (1998) | Posizione più alta |
| ----------------- | ------------------ |
| Austria           | 35                 |
| Francia           | 97                 |
| Islanda           | 40                 |
| Paesi Bassi       | 52                 |
| Regno Unito       | 48                 |
| Svizzera          | 39                 |